# ریبوت
بازراه‌اندازی کردن یا ریبوت اصطلاحی در رایانش است و به فرایندی گفته می‌شود که در آن یک سامانهٔ رایانه‌ای در حال کار، خواسته یا نخواسته، از نو راه‌اندازی می‌شود.
بازراه‌اندازی‌ها می‌توانند سخت (یا سرد) باشند که در آن توان ورودی به سیستم از نظر فیزیکی قطع می‌شود؛ یا نرم (یا گرم) باشند که در آن سامانه بدون نیاز به قطع‌شدن توان بازراه‌اندازی می‌شود.